# 물병자리
물병자리(라틴어: Aquarius 아콰리우스[*])는 염소자리와 물고기자리 사이에 놓여 있는 별자리이며, 황도 12궁의 11번째에 해당 된다.
물병자리는 황도상의 별자리 중 가장 오랜 축에 속한다. 프톨레마이오스의 48개의 별자리 중 하나이며 현대의 88개의 별자리로 등재되었다. 물병자리는 종종 '바다'라 불리는데, 이는 하늘에 물과 관련된 별자리들이 많기 때문이다. (고래자리, 물고기자리, 에리다누스자리 등이 그러한 예이다) 때로는 에리다누스강이 물병자리의 물병으로부터 물이 엎질러진 것처럼 묘사된다.
동아시아의 별자리로는, 북방 현무에 속하는 여수, 허수, 위수, 실수의 누벽진 별자리에 걸쳐 있다.
겉보기 등급이 가장 밝은 별은 사달수드(물병자리 베타)이며 2.9등급이다.

## 별과 천체
- 물병자리 α（Sadalmelik 사달멜리크,왕의 행운의 한 사람）: 하늘의 적도 부근에 있다.
- 물병자리 β（Sadalsuud 사달수드,최고의 행운）
- 물병자리 γ（Sadachbia 사다크비아,비밀의 행운의 별）
- 물병자리 δ（Skat 스카트)
- 물병자리 θ  (Ancha 안카):봉황자리의 안카(Ankaa)와는 다르다.

- 물병자리 γ, ζ, η, π 별들은 물병의 물을 따르는 입구가 된다.

- 글리제 876(Gliese 876)은 적색왜성 주변에서 발견된 최초의 행성계이다. 이 행성계는 세 개의 행성을 거느리고 있으며, 그 중 하나는 지구 질량의 6~8배 정도 되는 지구형 행성이다.
- 물병자리 91 b는 오렌지색의 거성 주변에서 발견된 행성으로, 질량은 목성의 2.9배이며, 0.3 AU의 반장축(半長軸)을 갖고 있다.
- 글리제 849 b는 적색왜성 주변에서 발견된 장주기를 갖는 목성형 행성이다. 2.35 AU의 반장축을 갖고 있으며, 질량은 목성의 0.82배이다.

### 어두운 천체들
- 물병자리에는 3개의 메시에 천체가 있다. M2와 M72는 구상성단, M73은 산개성단이다.
- 물병자리에는 잘 알려진 행성상성운들을 찾아볼 수 있다. 토성 성운(NGC 7009)이 η별의 남서쪽, 유명한 나선성운(NGC 7293,헬릭스 성운,신의 눈동자라고도 부른다.)이 δ별의 남서쪽에 있다.
- 외부 은하는 NGC 7727,7723,7721,7606,7377,7184가 있다.

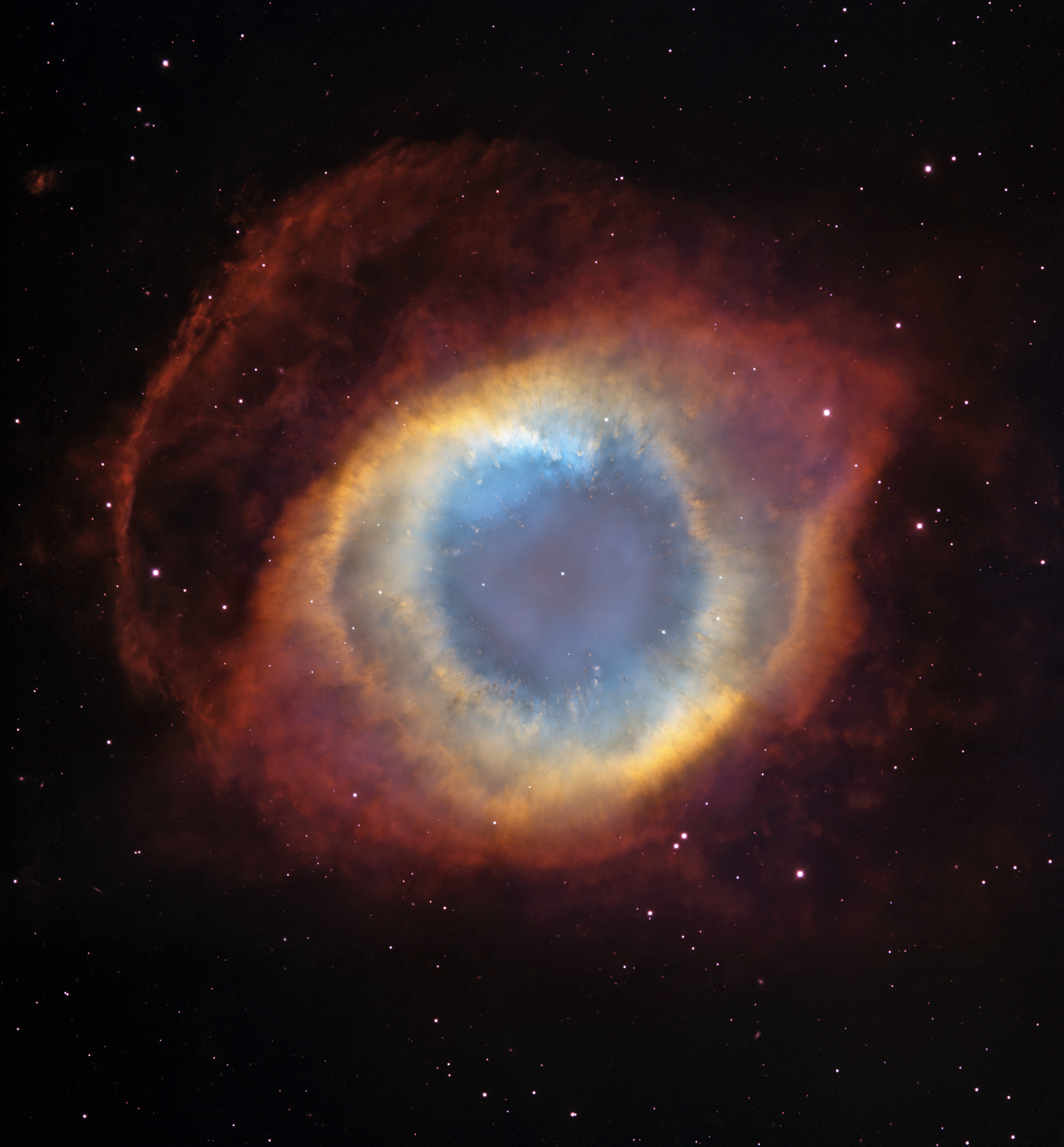
NGC 7293 나선성운

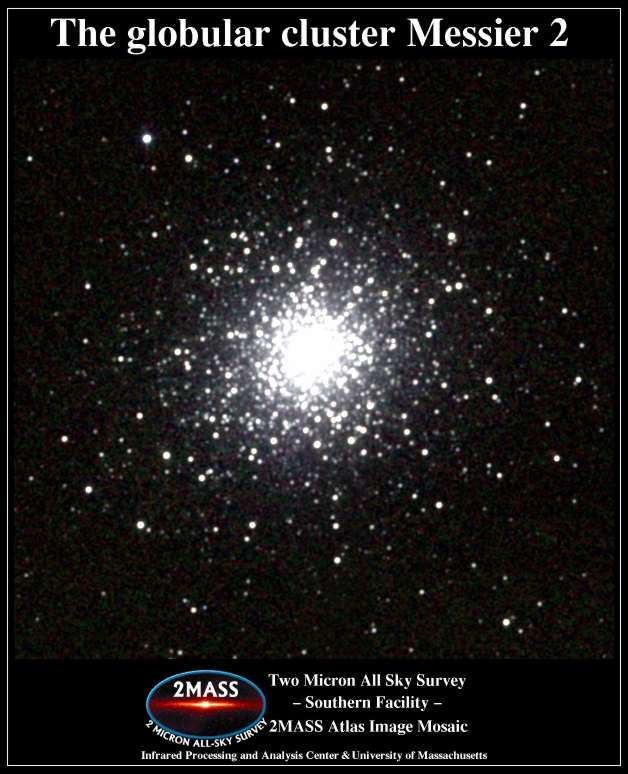
M2 구상성단
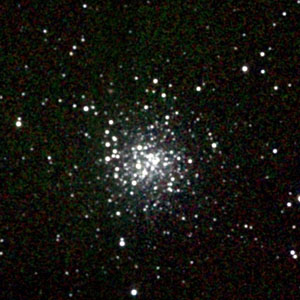
M72 구상성단
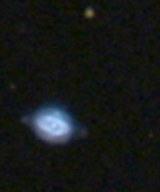
NGC 7009 토성상 성운

## 유성우
물병자리에는 유성우가 출발하는 곳이 3군데 있다. 이들은 시간당 20개 정도의 유성이 관측된다.
- 5월 4일경(물병자리 η 유성군)
- 6월 28일경(물병자리 δ 유성군)
- 8월 중순(물병자리 ι 유성군)
- 10월 중순(물병자리 끝)

## 신화와 역사

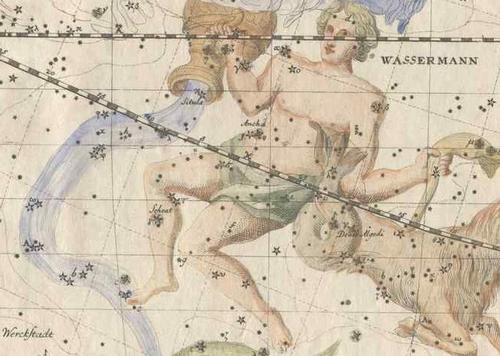
물병자리

- 물병자리는 그리스 신화에서 물병을 들고 있는 가니메데의 모습을 하고 있다. 제우스는 아름다운 소년 가니메데를 보고 사랑에 빠져, 독수리(이 독수리가 독수리자리가 되었다)로 변신한 뒤 가니메데를 올림포스 산으로 데리고 가 신들에게 포도주를 따르는 일을 시켰다고 한다. 물병자리의 '물병'으로부터 흘러나온 물은 그대로 에리다누스강으로 흘러간다. 이 물은 그리스 신화 속의 대홍수를 일으켰다고 여겨지기도 한다. (이 '물의 흐름'은 은하수와는 다르다.)

## 점성술
서양 점성술에서 물병자리는 1월 20일 ~ 2월 18일에 해당된다. 이는 천문학상의 성좌와 인도의 황도 12궁(2월 16일 ~ 3월 11일)과는 다르다.